# Kup maršala Tita 1971./72.
Kup maršala Tita 1971./72., također poznat kao Kup Jugoslavije u nogometu 1971./72., bila je dvadeset i peta Kupa Jugoslavije u nogometu nakon Drugog svjetskog rata.

U kvalifikacijama koje su provodili republički savezi sudjelovalo je 2565 ekipa; 16 ekipa došlo je do stvarnog kupa (pod upravom FSJ), koji se igrao od 1. ožujka do 17. lipnja 1972.
Trofej je osvojio splitski Hajduk koji je u finalu svladao zagrebački Dinamo. Splićanima je to bio drugi naslov u ovom natjecanju.

Zahvaljujući uspjehu, Hajduk je ostvario plasman u Kup pobjednika kupova 1972./73. Budući da se izdanje Kupa Jugoslavije 1972./73. nije igralo zbog promjene kalendara, poraženi finalist Dinamo primljen je u Kup pobjednika kupova 1973./74.

## Turnir
Ovogodišnje natjecanje bilo je 25. jubilarni nogometni kup Jugoslavije, a pobjednik je bio Hajduk iz Splita.

Rijetko kada je toliko prvoligaša ispalo u pretkolu kao ove godine.

U pretkolo su eliminirani Partizan, OFK Beograd, Vojvodina, Željezničar, Velež, Čelik, Borac Banja Luka i Maribor.

U osmini finala poražena su još četiri člana Prve lige: Sarajevo, Sloboda, Radnički Kragujevac i Sutjeska Nikšić. Najteže je plasman u daljnje susrete prošao Radnički iz Niša, koji je samo boljim izvođenjem jedanaesteraca svladao Prištinu.

Četvrtfinalne utakmice dale su očekivane rezultate, osim iznenađenja koje je priredila Olimpija u Ljubljani. Susret s Crvenom zvezdom Ljubljančani su riješili u svoju korist, ali tek u produžecima.

Hajduk se sa sigurnom pobjedom od 2:0 nad Olimpijom plasirao u finale.

Drugi finalist bio je zagrebački Dinamo koji je pred svojom publikom tijesnom razlikom svladao skopski Vardar.

Hajduk je u finalnoj utakmici svladao Dinamo i tako postao pobjednik jubilarnog kupa.

## Sudionici
Sudjelovalo je 2565 ekipa. U pretkolu splitski Hajduk eliminirao je RNK Split (6:1); Dinamo Zagreb eliminirao je Metalac Zagreb (5:0); Partizan je eliminiran od Borca iz Čačka (1:1, 4:6 11 m); Crvena zvezda eliminirala je Dubočicu Leskovac (2:0).

Sljedećih 16 ekipa plasirale su se u završni dio:
| rang         | Slovenija            | Hrvatska                       | Bosna i Hercegovina        | Srbija                             | Srbija                                               | Srbija     | Crna Gora         | Makedonija       |
| rang         | Slovenija            | Hrvatska                       | Bosna i Hercegovina        | Vojvodina                          | Središnja Srbija                                     | Kosovo     | Crna Gora         | Makedonija       |
| ------------ | -------------------- | ------------------------------ | -------------------------- | ---------------------------------- | ---------------------------------------------------- | ---------- | ----------------- | ---------------- |
| 1. rang      | - Olimpija Ljubljana | - Dinamo Zagreb - Hajduk Split | - Sarajevo - Sloboda Tuzla |                                    | - Crvena zvezda - Radnički Kragujevac - Radnički Niš |            | - Sutjeska Nikšić | - Vardar Skoplje |
| 2. rang      |                      | - Borovo - Rijeka              |                            | - Hajduk Kula - Proleter Zrenjanin | - Borac Čačak                                        | - Priština |                   |                  |
| Niži rangovi |                      |                                |                            |                                    |                                                      |            |                   |                  |

## Osmina završnice
| klub1               | klub2                 | rezultat       | napomene                                         |
| ------------------- | --------------------- | -------------- | ------------------------------------------------ |
| Rijeka              | Olimpija Ljubljana    | 0:1            |                                                  |
| Radnički Kragujevac | Crvena zvezda Beograd | 0:1            |                                                  |
| Priština            | Radnički Niš          | 1:1 (4:5 11 m) | Radnički prošao boljim izvođenjem jedanaesteraca |
| Hajduk Split        | Sloboda Tuzla         | 1:0            |                                                  |
| Borovo              | Proleter Zrenjanin    | 1:0            |                                                  |
| Dinamo Zagreb       | Sarajevo              | 1:0            |                                                  |
| Sutjeska Nikšić     | Vardar Skoplje        | 1:2            |                                                  |
| Borac Čačak         | Hajduk Kula           | 4:0            |                                                  |

## Četvrtzavršnica
| klub1              | klub2                 | rezultat    | napomene                          |
| ------------------ | --------------------- | ----------- | --------------------------------- |
| Borovo             | Dinamo Zagreb         | 1:2         |                                   |
| Vardar Skoplje     | Borac Čačak           | 2:1 (prod.) | Vardar prošao nakon produžetaka   |
| Olimpija Ljubljana | Crvena zvezda Beograd | 2:1 (prod.) | Olimpija prošla nakon produžetaka |
| Radnički Niš       | Hajduk Split          | 2:3         |                                   |

## Poluzavršnica
| klub1              | klub2          | rezultat | napomene |
| ------------------ | -------------- | -------- | -------- |
| Olimpija Ljubljana | Hajduk Split   | 0:2      |          |
| Dinamo Zagreb      | Vardar Skoplje | 2:1      |          |

## Završnica

### Susret
| 17. lipnja 1972.       |             |               |                                                                             |
| Hajduk Split           | 2:1         | Dinamo Zagreb | Stadion JNA, Beograd Broj gledatelja: 15.000 Sudac: Marijan Rauš (Varaždin) |
| Jovanić 45' Šurjak 59' | (izvještaj) | 55' Senzen    | Stadion JNA, Beograd Broj gledatelja: 15.000 Sudac: Marijan Rauš (Varaždin) |

| Hajduk | Dinamo |

| HAJDUK SPLIT: |  |                   |  |
|               |  |                   |  |
| G             |  | Ante Sirković     |  |
| B             |  | Vilson Džoni      |  |
| B             |  | Dragan Holcer     |  |
| B             |  | Ivan Buljan       |  |
| B             |  | Miroslav Bošković |  |
| V             |  | Ivan Hlevnjak     |  |
| V             |  | Dražen Mužinić    |  |
| V             |  | Ivica Šurjak      |  |
| N             |  | Petar Nadoveza    |  |
| N             |  | Jurica Jerković   |  |
| N             |  | Mićun Jovanić     |  |
| Trener:       |  |                   |  |
| Tomislav Ivić |  |                   |  |

| DINAMO ZAGREB:  |  |                     |        |
|                 |  |                     |        |
| G               |  | Fahrija Dautbegović |        |
| B               |  | Branko Gračanin     |        |
| B               |  | Damir Valec         |        |
| B               |  | Denijal Pirić       |        |
| B               |  | Ivica Miljković     |        |
| V               |  | Josip Gucmirtl      |        |
| V               |  | Josip Lalić         |        |
| V               |  | Slavko Kovačić      |        |
| N               |  | Ivica Senzen        |        |
| N               |  | Zdenko Kafka        | Izašao |
| N               |  | Dragutin Vabec      |        |
| Izmjene:        |  |                     |        |
| N               |  | Fikret Mujkić       | Ušao   |
| Trener:         |  |                     |        |
| Dražan Jerković |  |                     |        |

## Poveznice
- Prva savezna liga 1971./72.
- Druga savezna liga 1971./72.
- 3. ligaški rang 1971./72.

## Vanjske poveznice
- RSSSF
- Jugoslavija - Detalji finala Kupa 1947.-2001
- exyufudbal.in.rs
- lavkup.com
- bihsoccer.com